# Блексед
«Блексед» (фр. Blacksad) — графічний роман, створений іспанськими авторами Хуаном Діасом Каналесом і Хуанхо Гварнідо, що вийшов у французькому видавництві Дарго. Попри те, що обидва автори іспанці, роман призначався для французької аудиторії і вперше побачив світ у Франції. Перший том під назвою «Десь серед тіней» (фр. Quelque part entre les ombres) вийшов у листопаді 2000 року. Другий том, «Арктична нація», (фр. Arctic-Nation) — в березні 2003; третій, «Червона душа» (фр. Âme Rouge), — в листопаді 2005; четвертий, «Мовчазне пекло» (фр. L'Enfer, le silence), — у вересні 2010; нарешті, в листопаді 2013 року вийшов п'ятий том «Амарилло».
Успіх прийшов до серії вже з виходом першого тому, випущеного авторами, що не мали досвіду створення коміксів і графічних романів. Тільки у Франції було продано понад двісті тисяч копій першого тому. Згодом книги були перекладені на більш ніж двадцять мов, серед яких англійська, російська, німецька, українська, японська, та інші.
За ці серії Гварнідо і Діас Каналес були відзначені кількома преміями, зокрема премію Айснера і приз в номінації «твір мистецтва» міжнародного фестивалю коміксів в Ангулемі.

## Сюжет
Сюжети засновані на політичному та соціальному контексті США 50-х років XX століття. Ідейними натхненниками коміксу є нуарні детективи.

## Адаптації
У 2019 році вийшла пригодницька відеогра Blacksad: Under the Skin.

## Українське видання
- Діас Каналес Х. Блексед. Десь серед тіней. Арктична нація : графічний роман / Хуан Діас Каналес, Хуанхо Гуардіно ; пер. з фр. Євгена Пілецького. — Київ : РІДНА МОВА, 2019. — 112 с. : іл. — (Серія «Комікси DARGAUD»). — УДК 821.111(73)'06-31:741.5. — ISBN 978-966-917-414-7.
- Діас Каналес Х. Блексед. Червона душа. Мовчазне пекло : графічний роман / Хуан Діас Каналес, Хуанхо Гуардіно ; пер. з фр. Катерини Пітик. — Київ : РІДНА МОВА, 2020. — 120 с. : іл. — (Серія «Комікси DARGAUD»). — УДК 821.111(73)'06-31:741.5. — ISBN 978-966-917-521-2.
- Діас Каналес Х. Блексед. Амарилло та інші історії : графічний роман / Хуан Діас Каналес, Хуанхо Гуардіно ; пер. з фр. Катерини Пітик. — Київ : РІДНА МОВА, 2021. — 152 с. : іл. — (Серія «Комікси DARGAUD»). — УДК 821.111(73)'06-31:741.5. — ISBN 978-966-917-657-8.